# Dimostrazione per assurdo
(Godfrey Harold Hardy, Apologia di un matematico, § 12)
La dimostrazione per assurdo (per cui si usa anche la locuzione latina reductio ad absurdum), nota anche come ragionamento per assurdo, è un tipo di argomentazione logica nella quale, muovendo dalla negazione della tesi che si intende sostenere e facendone seguire una sequenza di passaggi logico-deduttivi, si giunge a una conclusione incoerente e contraddittoria. Tale risultato, nella logica argomentativa, confermerebbe l'ipotesi iniziale, per mezzo della falsificazione della sua negazione. È una delle principali forme di dimostrazione matematica.

## Filosofia
Questo metodo logico fa uso del principio del terzo escluso (tertium non datur), il quale dichiara che un enunciato che non può essere falso, deve essere assunto come vero non essendovi una terza possibilità.
La sua teorizzazione è giunta molto più tardi dell'uso frequente che ne facevano i pensatori antichi per dimostrare le loro tesi (Zenone, Euclide sino ai filosofi della Scolastica); il metodo classico dell'esaustione esplorava tutti i casi possibili, ma era poco fecondo di nuove scoperte che avvenivano per altra via per poi essere teorizzate dai loro scopritori: fu perciò abbandonato in epoca moderna.
Utilizzata anche in matematica, prende il nome di dimostrazione per assurdo, che si consegue provando le conseguenze false che derivano da ipotesi o premesse erronee.

### Esempi nella filosofia e nel ragionamento quotidiano
Una dimostrazione per assurdo può essere fatta per sostenere molte tesi. 
Si consideri il seguente dialogo, per esempio.
A — Dovresti rispettare le credenze di C, perché tutte le credenze sono di uguale validità e non si possono rigettare.
B — Ammettiamo che tu abbia ragione; ma allora, se io dico che esistono credenze da rigettare, la mia è una credenza da rigettare? Se tutte le credenze devono essere accettate come ugualmente valide, allora la mia non può essere rigettata. Segue allora che è altrettanto valido che sia giusto accettare tutte le convinzioni e che sia giusto non accettarne alcune: le due affermazioni sono in contrasto fra loro, quindi dalla tua ipotesi si genera una contraddizione; segue allora che la tua ipotesi è falsa. In particolare, esistono credenze che possono essere rigettate e quella di C potrebbe essere fra queste.
Ecco un altro esempio di dimostrazione per assurdo.
A — Secondo me tutto è possibile.
B — Se tutto è possibile, allora è possibile dimostrare che la tua affermazione è falsa. Ciò genera una contraddizione, quindi non tutto è possibile.
(L'asserzione di A implica possibile che tutto sia vero e falso, quindi la dimostrazione di B non è valida.)
L'argomento giusto è il seguente:
B — Se tutto è possibile, allora niente è impossibile, dunque è impossibile che qualcosa sia impossibile. Ma se è impossibile che qualcosa sia impossibile, allora qualcosa è impossibile! Ciò genera una contraddizione, quindi non tutto è possibile.

## In matematica (logica)
Supponiamo di dover dimostrare che la proposizione p sia vera.
Il procedimento consiste nel mostrare che assumere che p sia falsa, conduce ad una contraddizione logica. Perciò p non può essere falsa, e perciò, secondo la legge del terzo escluso, deve essere vera.
Per fare un semplice esempio, si consideri la proposizione "non esiste un numero razionale minimo tra quelli maggiori di zero".
In una dimostrazione per assurdo, cominceremmo a supporre l'opposto: che esiste un numero razionale positivo minimo, diciamo, r0.
Adesso poniamo x = r0/2.
Risulta che x è un numero razionale, ed è maggiore di zero; e x è minore di r0.
Ma questo è assurdo — contraddice la nostra ipotesi iniziale che r0 fosse il più piccolo numero razionale positivo.
Perciò possiamo concludere che la proposizione originale deve essere vera — "non esiste un numero razionale minimo tra quelli maggiori di zero".
Non è raro usare questo tipo di argomentazione con proposizioni come quella di cui sopra, riguardanti la non esistenza di qualche oggetto matematico.
Si assume che tale oggetto esista, e quindi si dimostra che ciò condurrebbe a una contraddizione; pertanto, tale oggetto non può esistere.
Altri esempi sono, la dimostrazione dell'irrazionalità della radice quadrata di due e l'argomento diagonale di Cantor.
È importante notare che, affinché la dimostrazione porti a conclusioni valide, deve essere dimostrato che, data una proposizione p, il suo contrario "non p" (cioè il fatto che p sia falso) implica un risultato che è assolutamente falso nel sistema matematico usato. Il pericolo è legato alla incoerenza logica di argomentazioni derivanti da mancanza di valutazione, ossia da situazioni in cui viene provato che "non p" implica una proprietà "q" che sembra falsa ma la cui falsità non viene realmente provata in maniera definitiva. Esempi tradizionali (ma non corretti!) di questa incoerenza sono le errate dimostrazioni del quinto postulato di Euclide (il cosiddetto postulato delle rette parallele) a partire dagli altri postulati. La ragione per cui queste dimostrazioni non possono essere considerati reali esempi di questa incoerenza è che la nozione di dimostrazione matematica era differente nel XIX secolo; la geometria euclidea era vista come un riflesso reale della realtà fisica, e quindi dedurre una contraddizione concludendo un risultato fisicamente impossibile (come la somma degli angoli di un triangolo non uguale a 180 gradi) era accettabile. Dubbi in merito alla natura della geometria dell'universo portarono, tra gli altri, matematici come Gauss, Lobačevskij, Riemann, Bolyai ad estendere la definizione di geometria comprendendo tutte le geometrie non euclidee.
Per un'ulteriore esposizione in merito a questi fraintendimenti, vedi Morris Kline, Mathematical Thought: from Ancient to Modern Times.
Sebbene sia frequentemente usata nelle dimostrazioni matematiche, non tutte le scuole matematiche di pensiero accettano la dimostrazione per assurdo come universalmente valida. In scuole come l'intuizionismo il principio del terzo escluso non è accettato come vero. In base a questo modo di pensare, c'è una differenza molto significativa tra il provare che qualcosa esiste attraverso il fatto che sarebbe assurdo se non esistesse, e provare che qualcosa esiste costruendo un esempio reale di un tale oggetto.
Nella logica matematica, la dimostrazione per assurdo è rappresentata come:
se
{\displaystyle S\cup \{\neg p\}\vdash F}
allora
{\displaystyle S\vdash p}
Sopra, p è la proposizione che desideriamo provare, e S è un insieme di proposizioni che vengono considerate vere; queste potrebbero essere, per esempio, gli assiomi della teoria su cui stiamo lavorando, o teoremi precedentemente dimostrati. Consideriamo la negazione di p insieme a S; se questo porta alla contraddizione logica F, possiamo concludere che le proposizioni S portano alla deduzione p.
Notare che l'operazione insiemistica di unione, in alcuni contesti strettamente collegata alla disgiunzione inclusiva (or), è usata qui per insiemi di proposizioni in modo che risulti più incentrata sulla congiunzione logica (and).
In termini equivalenti alla logica matematica, nella logica proposizionale la riduzione all'assurdo si schematizza nel modo seguente:
{\displaystyle {\mathcal {P}}\rightarrow {\mathcal {Q}},{\mathcal {P}}\rightarrow {\mathcal {\neg }}Q\vdash \neg P}
Essa si dimostra assumendo le due premesse {\displaystyle {\mathcal {P}}\rightarrow {\mathcal {Q}}} e {\displaystyle {\mathcal {P}}\rightarrow {\mathcal {\neg }}Q}, applicando ad entrambe la regola del modus ponendo ponens per derivare {\displaystyle {\mathcal {Q}}\land {\mathcal {\neg }}Q}, espressione che viola il principio di non-contraddizione e che quindi non può essere vera, dalla quale si deriva la verità della negazione di P.
In altre parole, alle ipotesi del teorema si aggiunge per costruzione una ulteriore ipotesi che è la negazione della tesi. La contraddizione risultante obbliga a negare l'ipotesi aggiuntiva, vale a dire a negare la negazione della tesi. Per la regola della doppia negazione, ciò equivale ad affermare la tesi stessa. Il passaggio viene generalmente omesso nella dimostrazione: alla contraddizione segue la riga in cui si afferma la tesi.

Fatta salva l'applicazione tautologica della tesi che si intendeva dimostrare, l'ultimo passo assume implicitamente la verità del principio di non-contraddizione aristotelico.